# Great White (album)
Great White è il primo album in studio del gruppo musicale statunitense omonimo, pubblicato il 21 marzo 1984 dalla EMI.
Tre tracce sono nuove registrazioni di brani provenienti dall'EP Out of the Night pubblicato dal gruppo due anni prima. Lo stile dell'album è abbastanza distante da quella che sarà la proposta musicale che porterà al successo i Great White con gli album successivi, in quanto qui è presente un suono maggiormente orientato all'heavy metal puro piuttosto che il caratteristico sound del gruppo tinto di blues rock. L'insuccesso di vendite ottenuto dal disco, con il conseguente licenziamento da parte della EMI, spingerà la band a modificare e caratterizzare il proprio stile negli anni a venire.

## Tracce
1. Out of the Night – 2:56 (Mark Kendall, Jack Russell, Gray Holland, Lorne Black)
2. Stick It – 3:56 (Kendall, Russell, Holland, Black, Alan Niven)
3. Substitute (cover dei The Who) – 4:20 (Pete Townshend)
4. Bad Boys – 4:18 (Kendall, Russell, Holland, Black, Niven)
5. On Your Knees – 3:50 (Kendall, Russell, Holland, Black, Don Dokken)
6. Streetkiller – 3:55 (Kendall, Russell, Holland, Black)
7. No Better than Hell – 4:05 (Kendall, Russell, Holland, Black, Michael Wagener)
8. Hold On – 4:10 (Kendall, Russell, Holland, Black)
9. Nightmares – 3:20 (Kendall, Russell, Holland, Black, Niven)
10. Dead End – 3:32 (Kendall, Russell, Holland, Black)

## Formazione
Gruppo
- Jack Russell – voce
- Mark Kendall – chitarre, cori
- Lorne Black – basso
- Gary Holland – batteria, cori

Altri musicisti
- Michael Lardie – cori, ingegneria del suono
- Alan Niven – cori

Produzione
- Michael Wagener – produzione, ingegneria del suono, missaggio
- Wyn Davis – ingegneria del suono (assistente)
- Greg Fulginti – mastering